# Volpago del Montello
Volpago del Montello é uma comuna italiana da região do Vêneto, província de Treviso, com cerca de 9.052 habitantes. Estende-se por uma área de 44 km², tendo uma densidade populacional de 206 hab/km². Faz fronteira com Crocetta del Montello, Giavera del Montello, Montebelluna, Moriago della Battaglia, Paese, Ponzano Veneto, Povegliano, Sernaglia della Battaglia, Trevignano.

## Demografia
| Variação demográfica do município entre 1861 e 2011                               |
|                                                                                   |
| Fonte: Istituto Nazionale di Statistica (ISTAT) - Elaboração gráfica da Wikipedia |